# Крашановський Іван Миколайович
Іван Миколайович Крашановський (нар.13 грудня 1884, Ковно — пом.1939, Карелія) — український репресований художник.

## Життєпис

### Родина
Народився 13 грудня 1884 року в сім'ї православного чиновника.

### Навчання
1896 року склав вступні іспити для зарахування в перший клас чоловічої гімназії міста Златополя, яку успішно закінчив (випуск 1904 року, атестат № 719).
Закінчив Київську художню школу Мурашка і Московське училище живопису, скульптури і архітектури, після чого навчався і виставлявся в Парижі, зокрема велике полотно "Бетховен".

### Творча діяльність
В 30-і роки XX століття жив і працював у Києві.

### Останні роки життя
Останнє місце проживання до арешту: Черкаська область, м. Звенигородка. Тут відбулося знайомство з роботами юного художника Михайла Степановича Забоченя і запрошення п'ятикласника в свою майстерню.
Заарештований 23 травня 1938 року за ст.ст. 54-10, 54-11 Кримінального кодексу УРСР (як націоналіст).
ОН при НКВС СРСР від 9 жовтня 1938 року постановила ув'язнити у ВТТ на 5 років.
Реабілітований прокурором Черкаської області 9 квітня 1992 року.

## Вшанування пам'яті
Ім'я викарбувано на пам'ятнику «Художники-жертви репресій», встановленого біля Художнього інституту у Києві.